# История почты и почтовых марок КНДР
История почты и почтовых марок КНДР охватывает развитие почтовой связи в Корейской Народно-Демократической Республике, государстве в северной части Корейского полуострова со столицей в Пхеньяне. С 1946 года КНДР издаёт собственные почтовые марки, а с 1974 года входит во Всемирный почтовый союз. Современным почтовым оператором страны выступает Почта КНДР, подчинённая Министерству почты и телекоммуникаций.

## Развитие почты
До 1946 года в Корее использовались японские почтовые марки.

## Выпуски почтовых марок

Марка в честь корейского коммуниста Ким Ён Бома (1963)

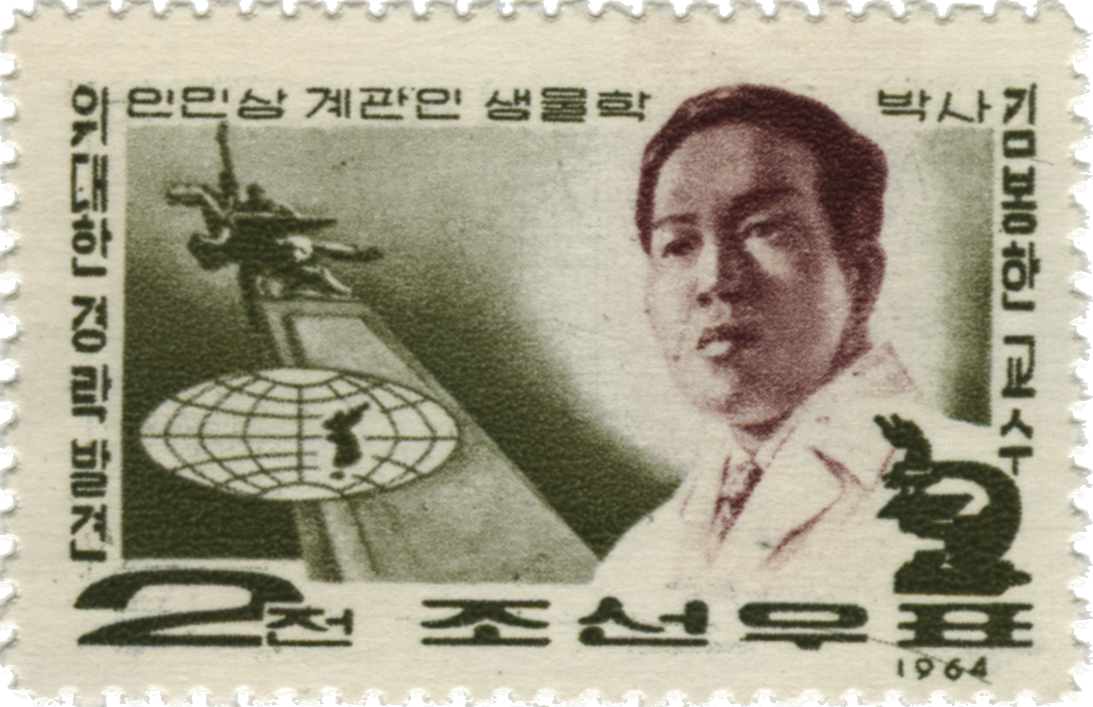
Марка в честь учёного-медика Ким Бон Хана (1964)

Марка с портретом певицы Терезы Тенг (1996)

Марка КНДР с изображением самолёта Ли-2 Эр Корё в воздухе (1974)

Почтовый блок КНДР с изображением цеппелина LZ 12 («Z III»; 1988). Надписи даны на английском языке

Почтовый блок в честь запуска первого северокорейского спутника «Кванмёнсон-1» (1998)

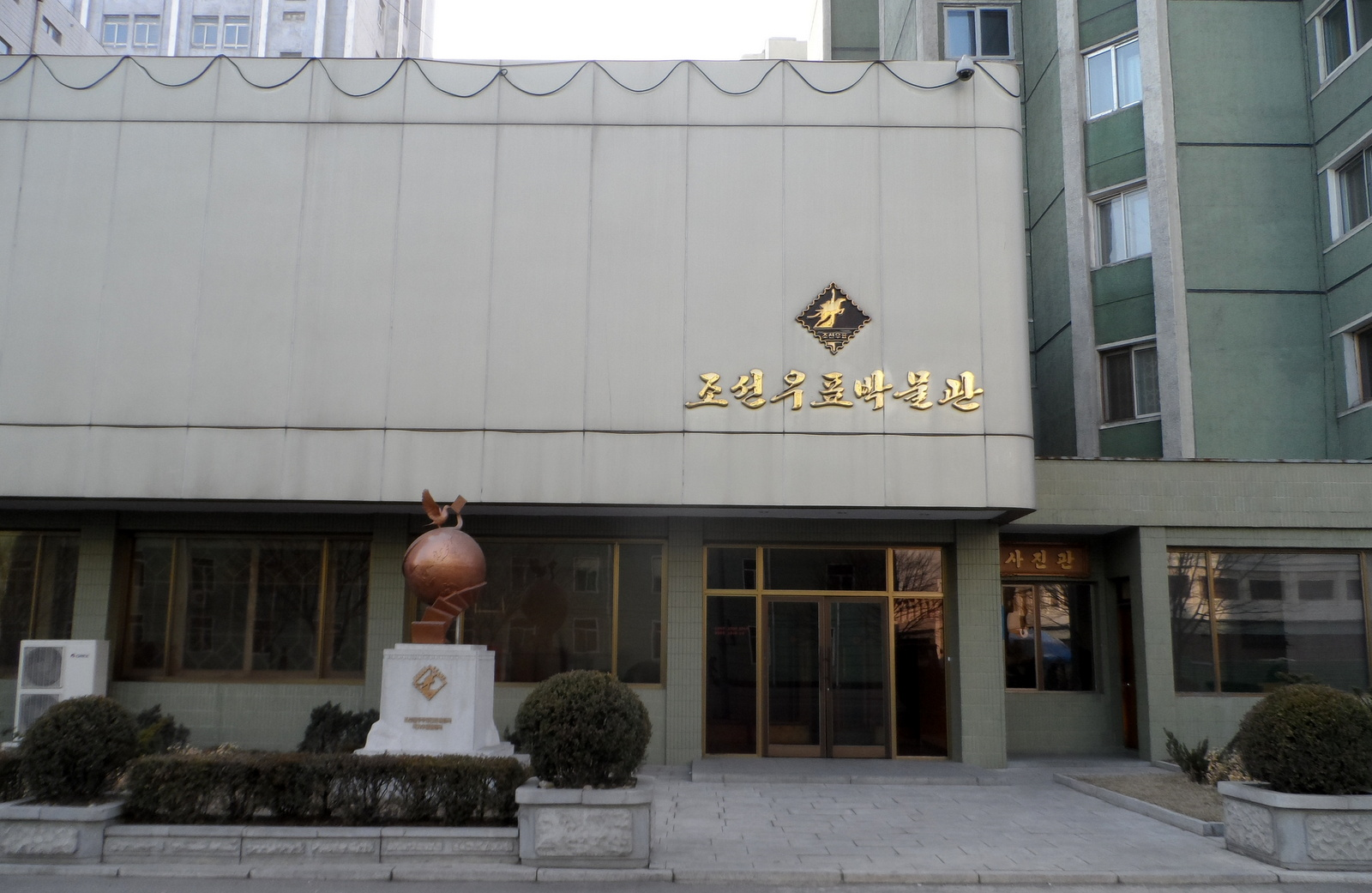
Филателистический магазин в Пхеньяне

Почтовые марки КНДР выпускает почтовое управление Министерства почты и телекоммуникаций страны. На марках преобладает патриотическая и национальная тематика, они используются как одна из форм пропаганды. Начиная с 1970-х годов КНДР опережает Южную Корею по количеству выпускаемых почтовых марок.
Надписи на почтовых марках даются преимущественно на корейском языке. При этом на корейском пишется 조선우표, что означает «корейская почтовая марка», а название страны может указываться на английском языке: «DPR Korea» («Корейская НДР»).

### Первые марки
Первые почтовые марки после освобождения Советским Союзом территории севернее 38-й параллели от японской оккупации были эмитированы 12 марта 1946 года, это были три различающиеся расцветкой марки с «Розой Шарона» и четыре марки со скалами Самсонам в Алмазных горах:1,2.

### Тематика
Выходившие до 1976 года почтовые марки страны освещали в основном темы, имеющие непосредственное отношение к КНДР, её созданию, Ким Ир Сену, другим руководителям партии и государства, а также другие патриотические темы. После 1976 года в стремлении привлечь в страну больше иностранной валюты КНДР начала выпускать почтовые марки самой разнообразной тематики (например, Жанна д'Арк,принцесса Диана, Тереза Тенг, самолёты, дирижабли, спорт, флора и фауна и т. д.) и помещать на них описания на английском языке.
На почтовых марках КНДР многократно представлены события и сюжеты, связанные с Советским Союзом и Россией, то есть относящиеся к особой области тематического коллекционирования — «Россике». Уже в 1950 году в честь освобождения Кореи в свет вышли марки, изображавшие советский и корейский флаги, монумент «Освобождение» и советского солдата (Sc #26—28). В дальнейшем на марках КНДР широко отмечались достижения СССР в области освоения космического пространства. Первые такие марки, со Спутником-1, появились в 1958 году (Sc #134—137), а всего на эту тему было издано свыше 70 почтовых миниатюр КНДР. С началом осуществления собственной космической программы на марках КНДР стали отмечаться и первые успехи страны в этой области.
В 1960 году была эмитирована почтовая марка с надписью «Улица Сталина» (스탈린 거리) и рисунком части самой улицы (Sc #224)[≡].
В том же году на почтовой миниатюре высокохудожественной серии, посвящённой «революционной деятельности товарища Ким Ир Сена» и 15-й годовщине освобождения Кореи было запечатлено выступление северокорейского вождя на фоне портрета И.В. Сталина в 1945 г. на торжественном митинге в Пхеньяне  (Sc #241).В 2003 году КНДР выпустила два блока в форме малых листов, посвящённых 110-летию Мао Цзэдуна (Mi #566-567), на купонах которых были изображены марки КНР 1950 и 1953 годов, изображающих встречи Сталина с Мао Цзэдуном.
К Олимпиаде-80 было выпущено 5 серий, в общей сложности 31 почтовая марка, 6 почтовых блоков и 6 малых листов, причём пятая серия была посвящена победителям Олимпиады-80 в личном зачёте из разных стран (СССР, Болгарии, ГДР, КНДР, Кубы, Швейцарии):110,111,120—122,132.
В 1984 году выходила гигантская серия КНДР из 81 марки в честь европейских правителей; на одной из них можно видеть флот Петра Великого (Sc #2441f). D 2012 г. вышла в свет серия почтовых блоков, посвящённая архитектуре Москвы с изображением марок из "Романовской серии" 1913 года с портретами российских монархов - Михаила Фёдоровича, Алексея Михайловича, Петра I, Елизаветы Петровны, Екатерины II, Павла I, Александра I, Николая I, Александра II, Александра III и Николая II на полях каждого блока. В 1984 году был осуществлён единственный в мире выпуск, на котором был запечатлён К. У. Черненко, тогдашний Генеральный секретарь ЦК КПСС (Sc #2448a). На этой марке изображена встреча Ким Ир Сена с К. У. Черненко во время визита Ким Ир Сена в Москву в 1984 году. В этом выпуске были запечатлены и встречи Ким Ир Сена с руководителями социалистических Польши и Венгрии - В. Ярузельским и Я. Кадаром, также единственными изображениями этих лидеров в филателии. В 1985 году издавалась серия по случаю Всемирного фестиваля молодежи и студентов в Москве (Sc #2492—2494). В 1997 г. вышла в свет серия блоков, посвящённая возвращению Гонконга Китаю, на которых была запечатлена встреча лидера КНР Дэн Сяопина с премьер-министром Великобритании Маргарет Тэтчер в 1987 г. Таким образом, фактически КНДР стала первым коммунистическим государством, запечатлевшим в филателии прижизненное изображение своего идеологического противника. Почтовые блоки КНДР 2000, 2001 и 2002 годов были приурочены к встречам Ким Чен Ира и В. В. Путина, а 2019, 2023 и 2024 годов - к встречам В.В. Путина и Ким Чен Ына.
Почта КНДР сделала заметный вклад в Лениниану. Первые марки КНДР с изображением В. И. Ленина вышли в 1957 году (Sc #119—120). Марки КНДР на ленинскую тематику продолжают выходить до сих пор, и среди недавних выпусков следует отметить следующие:
- 2003 — марка с изображением советского ордена Ленина в серии, посвящённой иностранным наградам Ким Ир Сена.
- 2011 — изображение барельефа-памятника Ленину в Улан-Удэ на полях одного из блоков в честь визита Ким Чен Ира в Россию.
- 2015 — советская медаль «В ознаменование 100-летней годовщины со дня рождения В. И. Ленина», которой также был награждён Ким Ир Сен и которая присутствовала на почтовой миниатюре в ознаменование очередной годовщины со дня рождения северокорейского лидера.
- 2024 - портреты К.Маркса и В. И. Ленина на здании Высшей партийной школы Чучхе в Пхеньяне.

## Региональный выпуск
После начала Корейской войны 1950—1953 годов Корейской народной армией были заняты обширные районы Республики Корея. На южнокорейских почтовых марках выпуска 1949 года девяти номиналов (от 10 до 500 вон) были сделаны надпечатки «Народно-Демократическая Республика Корея» между двух концентрических окружностей. В их число входит и авиапочтовая марка номиналом в 150 вон, на которой надпечатка была сделана в 1959 году.
Встречаются также марки с надпечаткой текста «Корейская Народно-Демократическая Республика. Почтовая марка», статус которых пока неясен.